# アン・リー
アン・リー（中国語：李安、1954年10月23日 - ）は、台湾の映画監督である。アカデミー監督賞とヴェネツィア国際映画祭金獅子賞を二回受賞しており、2024年現在、世界で唯一ベルリン国際映画祭金熊賞を二回受賞している。

## 来歴
1954年に台湾南部の屏東県（へいとうけん）の外省人の家庭に生まれ、台湾の国立芸術大学を卒業した後、1979年にアメリカへ渡り、イリノイ大学とニューヨーク大学で映画制作を学ぶ。在学中にスパイク・リーと知り合い、彼の映画の製作を手伝ったこともある。
太極拳の使い手としても知られ、デビューの作品『推手』において、太極拳を重要な要素として使っている。ただし、演出上においては、武術的なものとエンターテイメントを分けて考えていると発言している。
『ウェディング・バンケット』と『いつか晴れた日に』でベルリン映画祭金熊賞を、『グリーン・デスティニー』でアカデミー外国語映画賞を受賞。『いつか晴れた日に』で本格的にハリウッド進出して以来、異なるジャンルで優れた作品を多数発表している。
『ブロークバック・マウンテン』では第78回アカデミー監督賞を受賞。2006年、中華民国政府より、二等景星勲章を授与される。
第64回ヴェネツィア国際映画祭に出品した『ラスト、コーション』では、『ブロークバック・マウンテン』に引き続き、2度目の金獅子賞を獲得した。
『ライフ・オブ・パイ/トラと漂流した227日』では第85回アカデミー監督賞を受賞。
2012年11月、フランス芸術文化勲章のシュヴァリエ章を授与される。2013年、中華民国政府より、一等景星勲章を授与される。
アメリカに住み、アメリカの市民権を有しているのでアメリカ国民でもある。次男は俳優のメイソン・リー（李淳）。弟は台湾の映画プロデューサー・監督のガン・リー（李崗）。

## 監督作品
- 『推手』 （推手） Pushing Hands (1991)
- 『ウェディング・バンケット』 （喜宴） The Wedding Banquet (1993)
- 『恋人たちの食卓』 （飲食男女） Eat Drink Man Woman (1994)
- 『いつか晴れた日に』 Sense and Sensibility (1995)
- 『アイス・ストーム』 The Ice Storm (1997)
- 『シビル・ガン 楽園をください』 Ride with the Devil (1999)
- 『グリーン・デスティニー』 （臥虎藏龍） Crouching Tiger, Hidden Dragon (2000)
- 『ハルク』 Hulk (2003)
- 『ブロークバック・マウンテン』 Brokeback Mountain (2005)
- 『ラスト、コーション』 （色、戒） Lust, Caution (2007)
- 『ウッドストックがやってくる!』 Taking Woodstock (2009)
- 『ライフ・オブ・パイ/トラと漂流した227日』 Life of Pi (2012)
- 『ビリー・リンの永遠の一日』 Billy Lynn's Long Halftime Walk (2016) [5]
- 『ジェミニマン』 Gemini Man (2019)[6]

## 監督以外の作品
- 『男生女相』 (1996) 出演
- 『恋のトルティーヤ・スープ』 (2001) オリジナル脚本
- 『アート・オブ・アクション マーシャル・アーツ・フィルムの変遷』 (2002) 出演
- 『ワン・ラスト・ライド』 (2003) 製作総指揮

## 受賞
※本来はプロデューサーが受取人である作品賞の受賞・ノミネートも含む。
| 賞                                     | 年           | 部門                                       | 作品                                       | 結果       |
| -------------------------------------- | ------------ | ------------------------------------------ | ------------------------------------------ | ---------- |
| 金馬奨                                 | 1991年       | 作品賞                                     | 『推手』                                   | ノミネート |
| 金馬奨                                 | 1991年       | 監督賞                                     | 『推手』                                   | ノミネート |
| 金馬奨                                 | 1991年       | オリジナル脚本賞                           | 『推手』                                   | ノミネート |
| 金馬奨                                 | 1993年       | 作品賞                                     | 『ウェディング・バンケット』               | 受賞       |
| 金馬奨                                 | 1993年       | 監督賞                                     | 『ウェディング・バンケット』               | 受賞       |
| 金馬奨                                 | 1993年       | オリジナル脚本賞                           | 『ウェディング・バンケット』               | 受賞       |
| 金馬奨                                 | 1993年       | 編集賞                                     | 『ウェディング・バンケット』               | ノミネート |
| 金馬奨                                 | 1994年       | 作品賞                                     | 『恋人たちの食卓』                         | ノミネート |
| 金馬奨                                 | 1994年       | オリジナル脚本賞                           | 『恋人たちの食卓』                         | ノミネート |
| 金馬奨                                 | 1995年       | 脚色賞                                     | 『少女小漁』                               | ノミネート |
| 金馬奨                                 | 2000年       | 作品賞                                     | 『グリーン・デスティニー』                 | 受賞       |
| 金馬奨                                 | 2000年       | 監督賞                                     | 『グリーン・デスティニー』                 | ノミネート |
| 金馬奨                                 | 2007年       | 作品賞                                     | 『ラスト、コーション』                     | 受賞       |
| 金馬奨                                 | 2007年       | 監督賞                                     | 『ラスト、コーション』                     | 受賞       |
| ベルリン国際映画祭                     | 1993年       | 金熊賞                                     | 『ウェディング・バンケット』               | 受賞       |
| ベルリン国際映画祭                     | 1996年       | 金熊賞                                     | 『いつか晴れた日に』                       | 受賞       |
| アカデミー賞                           | 1993年       | 外国語映画賞                               | 『ウェディング・バンケット』               | ノミネート |
| アカデミー賞                           | 1994年       | 外国語映画賞                               | 『恋人たちの食卓』                         | ノミネート |
| アカデミー賞                           | 1995年       | 作品賞                                     | 『いつか晴れた日に』                       | ノミネート |
| アカデミー賞                           | 2000年       | 作品賞                                     | 『グリーン・デスティニー』                 | ノミネート |
| アカデミー賞                           | 2000年       | 監督賞                                     | 『グリーン・デスティニー』                 | ノミネート |
| アカデミー賞                           | 2000年       | 外国語映画賞                               | 『グリーン・デスティニー』                 | 受賞       |
| アカデミー賞                           | 2005年       | 作品賞                                     | 『ブロークバック・マウンテン』             | ノミネート |
| アカデミー賞                           | 2005年       | 監督賞                                     | 『ブロークバック・マウンテン』             | 受賞       |
| アカデミー賞                           | 2012年       | 作品賞                                     | 『ライフ・オブ・パイ/トラと漂流した227日』 | ノミネート |
| アカデミー賞                           | 2012年       | 監督賞                                     | 『ライフ・オブ・パイ/トラと漂流した227日』 | 受賞       |
| ゴールデングローブ賞                   | 1993年       | 外国語映画賞                               | 『ウェディング・バンケット』               | ノミネート |
| ゴールデングローブ賞                   | 1994年       | 外国語映画賞                               | 『恋人たちの食卓』                         | ノミネート |
| ゴールデングローブ賞                   | 1995年       | 作品賞 (ドラマ部門)                        | 『いつか晴れた日に』                       | 受賞       |
| ゴールデングローブ賞                   | 1995年       | 監督賞                                     | 『いつか晴れた日に』                       | ノミネート |
| ゴールデングローブ賞                   | 2000年       | 監督賞                                     | 『グリーン・デスティニー』                 | 受賞       |
| ゴールデングローブ賞                   | 2000年       | 外国語映画賞                               | 『グリーン・デスティニー』                 | 受賞       |
| ゴールデングローブ賞                   | 2005年       | 作品賞 (ドラマ部門)                        | 『ブロークバック・マウンテン』             | 受賞       |
| ゴールデングローブ賞                   | 2005年       | 監督賞                                     | 『ブロークバック・マウンテン』             | 受賞       |
| ゴールデングローブ賞                   | 2007年       | 外国語映画賞                               | 『ラスト、コーション』                     | ノミネート |
| ゴールデングローブ賞                   | 2012年       | 作品賞 (ドラマ部門)                        | 『ライフ・オブ・パイ/トラと漂流した227日』 | ノミネート |
| ゴールデングローブ賞                   | 2012年       | 監督賞                                     | 『ライフ・オブ・パイ/トラと漂流した227日』 | ノミネート |
| インディペンデント・スピリット賞       | 1993年       | 作品賞                                     | 『ウェディング・バンケット』               | ノミネート |
| インディペンデント・スピリット賞       | 1993年       | 監督賞                                     | 『ウェディング・バンケット』               | ノミネート |
| インディペンデント・スピリット賞       | 1993年       | 脚本賞                                     | 『ウェディング・バンケット』               | ノミネート |
| インディペンデント・スピリット賞       | 1994年       | 作品賞                                     | 『恋人たちの食卓』                         | ノミネート |
| インディペンデント・スピリット賞       | 1994年       | 監督賞                                     | 『恋人たちの食卓』                         | ノミネート |
| インディペンデント・スピリット賞       | 1994年       | 脚本賞                                     | 『恋人たちの食卓』                         | ノミネート |
| インディペンデント・スピリット賞       | 2000年       | 作品賞                                     | 『グリーン・デスティニー』                 | 受賞       |
| インディペンデント・スピリット賞       | 2000年       | 監督賞                                     | 『グリーン・デスティニー』                 | 受賞       |
| インディペンデント・スピリット賞       | 2005年       | 作品賞                                     | 『ブロークバック・マウンテン』             | 受賞       |
| インディペンデント・スピリット賞       | 2005年       | 監督賞                                     | 『ブロークバック・マウンテン』             | 受賞       |
| 英国アカデミー賞                       | 1994年       | 非英語作品賞                               | 『恋人たちの食卓』                         | ノミネート |
| 1995年                                 | 作品賞       | 『いつか晴れた日に』                       | 受賞                                       |            |
| 1995年                                 | 監督賞       | 『いつか晴れた日に』                       | ノミネート                                 |            |
| 2000年                                 | 作品賞       | 『グリーン・デスティニー』                 | ノミネート                                 |            |
| 2000年                                 | 監督賞       | 『グリーン・デスティニー』                 | 受賞                                       |            |
| 2000年                                 | 外国語作品賞 | 『グリーン・デスティニー』                 | 受賞                                       |            |
| 2005年                                 | 作品賞       | 『ブロークバック・マウンテン』             | 受賞                                       |            |
| 2005年                                 | 監督賞       | 『ブロークバック・マウンテン』             | 受賞                                       |            |
| 2007年                                 | 外国語作品賞 | 『ラスト、コーション』                     | ノミネート                                 |            |
| 2012年                                 | 作品賞       | 『ライフ・オブ・パイ/トラと漂流した227日』 | ノミネート                                 |            |
| 2012年                                 | 監督賞       | 『ライフ・オブ・パイ/トラと漂流した227日』 | ノミネート                                 |            |
| ナショナル・ボード・オブ・レビュー賞   | 1994年       | 外国語映画賞                               | 『恋人たちの食卓』                         | 受賞       |
| ナショナル・ボード・オブ・レビュー賞   | 1995年       | 作品賞                                     | 『いつか晴れた日に』                       | 受賞       |
| ナショナル・ボード・オブ・レビュー賞   | 1995年       | 監督賞                                     | 『いつか晴れた日に』                       | 受賞       |
| ナショナル・ボード・オブ・レビュー賞   | 2000年       | 外国語映画賞                               | 『グリーン・デスティニー』                 | 受賞       |
| ナショナル・ボード・オブ・レビュー賞   | 2005年       | 監督賞                                     | 『ブロークバック・マウンテン』             | 受賞       |
| カンザスシティ映画批評家協会賞         | 1994年       | 外国語映画賞                               | 『恋人たちの食卓』                         | 受賞       |
| カンザスシティ映画批評家協会賞         | 2012年       | 監督賞                                     | 『ライフ・オブ・パイ/トラと漂流した227日』 | 受賞       |
| 全米監督協会賞                         | 1995年       | 長編映画監督賞                             | 『いつか晴れた日に』                       | ノミネート |
| 全米監督協会賞                         | 2000年       | 長編映画監督賞                             | 『グリーン・デスティニー』                 | 受賞       |
| 全米監督協会賞                         | 2005年       | 長編映画監督賞                             | 『ブロークバック・マウンテン』             | 受賞       |
| 全米監督協会賞                         | 2012年       | 長編映画監督賞                             | 『ライフ・オブ・パイ/トラと漂流した227日』 | ノミネート |
| ニューヨーク映画批評家協会賞           | 1995年       | 作品賞                                     | 『いつか晴れた日に』                       | 次点       |
| ニューヨーク映画批評家協会賞           | 1995年       | 監督賞                                     | 『いつか晴れた日に』                       | 受賞       |
| ニューヨーク映画批評家協会賞           | 2000年       | 作品賞                                     | 『グリーン・デスティニー』                 | 次点       |
| ニューヨーク映画批評家協会賞           | 2000年       | 監督賞                                     | 『グリーン・デスティニー』                 | 次点       |
| ニューヨーク映画批評家協会賞           | 2000年       | 外国語映画賞                               | 『グリーン・デスティニー』                 | 次点       |
| ニューヨーク映画批評家協会賞           | 2005年       | 作品賞                                     | 『ブロークバック・マウンテン』             | 受賞       |
| ニューヨーク映画批評家協会賞           | 2005年       | 監督賞                                     | 『ブロークバック・マウンテン』             | 受賞       |
| ロサンゼルス映画批評家協会賞           | 1995年       | 監督賞                                     | 『いつか晴れた日に』                       | 次点       |
| ロサンゼルス映画批評家協会賞           | 2000年       | 作品賞                                     | 『グリーン・デスティニー』                 | 受賞       |
| ロサンゼルス映画批評家協会賞           | 2000年       | 監督賞                                     | 『グリーン・デスティニー』                 | 次点       |
| ロサンゼルス映画批評家協会賞           | 2005年       | 作品賞                                     | 『ブロークバック・マウンテン』             | 受賞       |
| ロサンゼルス映画批評家協会賞           | 2005年       | 監督賞                                     | 『ブロークバック・マウンテン』             | 受賞       |
| クリティクス・チョイス・アワード       | 1995年       | 作品賞                                     | 『いつか晴れた日に』                       | 受賞       |
| クリティクス・チョイス・アワード       | 2000年       | 外国語映画賞                               | 『グリーン・デスティニー』                 | 受賞       |
| クリティクス・チョイス・アワード       | 2005年       | 作品賞                                     | 『ブロークバック・マウンテン』             | 受賞       |
| クリティクス・チョイス・アワード       | 2005年       | 監督賞                                     | 『ブロークバック・マウンテン』             | 受賞       |
| クリティクス・チョイス・アワード       | 2007年       | 外国語映画賞                               | 『ラスト、コーション』                     | ノミネート |
| クリティクス・チョイス・アワード       | 2012年       | 作品賞                                     | 『ライフ・オブ・パイ/トラと漂流した227日』 | ノミネート |
| クリティクス・チョイス・アワード       | 2012年       | 監督賞                                     | 『ライフ・オブ・パイ/トラと漂流した227日』 | ノミネート |
| ボストン映画批評家協会賞               | 1995年       | 作品賞                                     | 『いつか晴れた日に』                       | 受賞       |
| ボストン映画批評家協会賞               | 1995年       | 監督賞                                     | 『いつか晴れた日に』                       | 受賞       |
| ボストン映画批評家協会賞               | 2000年       | 外国語映画賞                               | 『グリーン・デスティニー』                 | 受賞       |
| ボストン映画批評家協会賞               | 2005年       | 作品賞                                     | 『ブロークバック・マウンテン』             | 受賞       |
| ボストン映画批評家協会賞               | 2005年       | 監督賞                                     | 『ブロークバック・マウンテン』             | 受賞       |
| シカゴ映画批評家協会賞                 | 1997年       | 監督賞                                     | 『アイス・ストーム』                       | ノミネート |
| シカゴ映画批評家協会賞                 | 2000年       | 作品賞                                     | 『グリーン・デスティニー』                 | ノミネート |
| シカゴ映画批評家協会賞                 | 2000年       | 監督賞                                     | 『グリーン・デスティニー』                 | ノミネート |
| シカゴ映画批評家協会賞                 | 2000年       | 外国語映画賞                               | 『グリーン・デスティニー』                 | 受賞       |
| シカゴ映画批評家協会賞                 | 2005年       | 作品賞                                     | 『ブロークバック・マウンテン』             | ノミネート |
| シカゴ映画批評家協会賞                 | 2005年       | 監督賞                                     | 『ブロークバック・マウンテン』             | ノミネート |
| AACTA賞                                | 1998年       | 外国語映画賞                               | 『アイス・ストーム』                       | ノミネート |
| AACTA賞                                | 2001年       | 外国語映画賞                               | 『グリーン・デスティニー』                 | 受賞       |
| ボディル賞                             | 1999年       | アメリカ映画賞                             | 『アイス・ストーム』                       | 受賞       |
| ボディル賞                             | 2001年       | 非アメリカ映画賞                           | 『グリーン・デスティニー』                 | 受賞       |
| ヨーロッパ映画賞                       | 2000年       | 非ヨーロッパ映画賞                         | 『グリーン・デスティニー』                 | ノミネート |
| ヨーロッパ映画賞                       | 2005年       | 非ヨーロッパ映画賞                         | 『ブロークバック・マウンテン』             | ノミネート |
| 全米映画批評家協会賞                   | 2000年       | 監督賞                                     | 『グリーン・デスティニー』                 | 3位        |
| フロリダ映画批評家協会賞               | 2000年       | 外国語映画賞                               | 『グリーン・デスティニー』                 | 受賞       |
| フロリダ映画批評家協会賞               | 2005年       | 作品賞                                     | 『ブロークバック・マウンテン』             | 受賞       |
| フロリダ映画批評家協会賞               | 2005年       | 監督賞                                     | 『ブロークバック・マウンテン』             | 受賞       |
| ダラス・フォートワース映画批評家協会賞 | 2000年       | 外国語映画賞                               | 『グリーン・デスティニー』                 | 受賞       |
| ダラス・フォートワース映画批評家協会賞 | 2005年       | 作品賞                                     | 『ブロークバック・マウンテン』             | 受賞       |
| ダラス・フォートワース映画批評家協会賞 | 2005年       | 監督賞                                     | 『ブロークバック・マウンテン』             | 受賞       |
| ダラス・フォートワース映画批評家協会賞 | 2012年       | 作品賞                                     | 『ライフ・オブ・パイ/トラと漂流した227日』 | ノミネート |
| ダラス・フォートワース映画批評家協会賞 | 2012年       | 監督賞                                     | 『ライフ・オブ・パイ/トラと漂流した227日』 | ノミネート |
| ロンドン映画批評家協会賞               | 2000年       | 外国語映画賞                               | 『グリーン・デスティニー』                 | 受賞       |
| ロンドン映画批評家協会賞               | 2005年       | 作品賞                                     | 『ブロークバック・マウンテン』             | 受賞       |
| ロンドン映画批評家協会賞               | 2005年       | 監督賞                                     | 『ブロークバック・マウンテン』             | 受賞       |
| ロンドン映画批評家協会賞               | 2012年       | 監督賞                                     | 『ライフ・オブ・パイ/トラと漂流した227日』 | 受賞       |
| 香港電影金像奨                         | 2000年       | 作品賞                                     | 『グリーン・デスティニー』                 | 受賞       |
| 香港電影金像奨                         | 2000年       | 監督賞                                     | 『グリーン・デスティニー』                 | 受賞       |
| ヴェネツィア国際映画祭                 | 2005年       | 金獅子賞                                   | 『ブロークバック・マウンテン』             | 受賞       |
| ヴェネツィア国際映画祭                 | 2007年       | 金獅子賞                                   | 『ラスト、コーション』                     | 受賞       |
| サンフランシスコ映画批評家協会賞       | 2005年       | 作品賞                                     | 『ブロークバック・マウンテン』             | 受賞       |
| サンフランシスコ映画批評家協会賞       | 2005年       | 監督賞                                     | 『ブロークバック・マウンテン』             | 受賞       |
| セントルイス映画批評家協会賞           | 2005年       | 作品賞                                     | 『ブロークバック・マウンテン』             | 受賞       |
| セントルイス映画批評家協会賞           | 2005年       | 監督賞                                     | 『ブロークバック・マウンテン』             | 受賞       |
| セントルイス映画批評家協会賞           | 2012年       | 作品賞                                     | 『ライフ・オブ・パイ/トラと漂流した227日』 | 次点       |
| セントルイス映画批評家協会賞           | 2012年       | 監督賞                                     | 『ライフ・オブ・パイ/トラと漂流した227日』 | ノミネート |
| セザール賞                             | 2007年       | 外国映画賞                                 | 『ブロークバック・マウンテン』             | ノミネート |
| ゴールデン・ビートル賞                 | 2008年       | 外国語映画賞                               | 『ラスト、コーション』                     | 受賞       |